# Sobradinho (Bahia)
Sobradinho és un municipi brasiler de l'estat de Bahia. Localitza en la regió nord de l'estat, fent part de la regió integrada del pol Petolina i Juazeiro, ficant a 35 quilòmetres de la ciutat de Juazeiro i 464 km de la capital baiana. Seva població s'estima en 23.191 habitants (cens 2020). El municipi possueix una superfície de 1.238,923 km², ficant a una altitud de 380 metres del oceà.
El nóm de la ciutat s'origina en funció de la casa adossada situada pròxim de la cascada que servia per la l'operació d'eclusatge, que s'anomenava cascada de Sobradinho. El municipi abriga la presa hidroelèctrica de Sobradinho, la cinquena presa més potent de la regió nord-est.